# Leonard Langheinrich
Leonard Langheinrich, eigentlich: Leonard Langheinrich-Anthos, Künstlername: Anthos (* 17. Mai 1890 in Schönholz bei Berlin; † 7. Juni 1944 in Berlin) war ein deutscher Journalist, Rundfunkmoderator, Literaturkritiker und Schriftsteller. Außerdem war er ein Pionier in der Vermittlung literarischer Inhalte in der Anfangszeit des Rundfunks.

## Leben
Langheinrich wurde am 17. Mai 1890 als Sohn des Generaldirektors Langheinrich in Berlin geboren. Er war mit Erika geb. Krüger verheiratet. Nach dem Abitur am Bismarck-Gymnasium in Berlin nahm er 1909 das Studium der Rechts- und Staatswissenschaften an der Université de Lausanne auf und setzte dieses an den Universitäten in Berlin, Freiburg und Würzburg fort. Seit dem Sommersemester 1909 war er Mitglied der Studentenverbindung Société d’Étudiants Germania Lausanne. 1915 wurde er mit der Dissertation „Der Tod der Vertragsparteien in seinem Einfluss auf den Vertragsabschluss (ein Beitrag zur Lehre vom negativen Vertragsinteresse)“ an der Universität Würzburg zum Doktor der Rechts- und Staatswissenschaften (Dr. iur. et rer. pol.) promoviert.
Nach dem Studium fand er zunächst in der Industrie und einigen Behörden Abstellung, wandte sich aber mehr und mehr dem Pressewesen und dem deutschen Schrifttum zu. Dabei bevorzugte er die Bereiche Rundfunk, Film und Theater.
1927 wurde er Pressechef der Funk-Stunde AG in Berlin (FST Berlin), des ersten Radiosenders in Deutschland. Zwischen 1927 und 1932 moderierte er zahlreiche Sendungen zu deutscher und internationaler Literatur, sowie die mehrteiligen Sendungen „Bücherstunde“ (1927–1931), „Schöpfer seltsamer Geschichten“ (1928), „Poesie der Großstadt“ (1929), „Deutsche Zeitsatire des Tages“ bzw. „Deutsche Zeitsatiriker des Tages“ (1929), „Deutsche Meisterkomödien“ (1929), „Unterhaltende Stunde“ (1930), „Der moderne englische Roman und seine Gegenwartsbedeutung“ (1930) und „Das Unheimliche in der Weltliteratur“ (1931–1932). Außerdem stellte er Leseproben aus verschiedenen Novellen und Romanen und in der Sendereihe „Bücherstunde“ jeweils mehrere Bücher vor. Der Sender mit Sitz in Berlin umfasste den sogenannten „Norddeutschen Sendebezirk“. Langheinrichs Sendungen konnten in den Oberpostdirektionsbezirken Berlin, Potsdam, Stettin, Frankfurt (Oder) und zur Hälfte Magdeburg, d. h. in Teilen Preußens, anfangs auch in Teilen Mecklenburg-Schwerins und Mecklenburg-Strelitz’ empfangen werden. Im Sendegebiet lebten zu Beginn seiner Sendungen fast 9,2 Millionen und ab 1929 rund 8,8 Millionen Einwohner. Unter dem Künstlernamen „Anthos“ trug er bei FST Berlin 1931 erste eigene Erzählungen vor: „Das lebende Wasser“ und „Geschichte eines Gefesselten“. 1932 las er in der Sendung „Anthos liest eigene Prosa“ weitere eigene Erzählungen. Einige dieser Sendungen konnten auch auf dem in ganz Deutschland empfangbaren Radiosender Deutsche Welle (D.W.) gehört werden. Von 1930 bis 1932 arbeitete Langheinrich zudem zeitgleich als Auslandskorrespondent der Universum Film AG (UFA).
Auf Basis des Drehbuchs zu dem Film Der Student von Prag von Hanns Heinz Ewers aus dem Jahre 1913, welcher als der erste deutsche Kunstfilm und damit als Meilenstein der Filmgeschichte gilt, schrieb Langheinrich eine gleichnamige Novelle, die 1930 veröffentlicht wurde. Ab 1933 ließ sich Langheinrich gänzlich als freier Schriftsteller an seinem Wohnort in Berlin-Friedenau nieder. Bekanntheit erreichte das von ihm 1933 veröffentlichte erste umfassende Buch über Leben und Wirken des deutsch-baltischen Dichters Frank Thiess, dessen Schulfreund Langheinrich gewesen ist.
Bei einem Fliegerangriff im Mai 1944 verlor er in Berlin sein gesamtes Hab und Gut und schied einen Monat später aus dem Leben.

## Veröffentlichungen

### Rundfunkbeiträge
- Eine Folge der Reihe: Bücherstunde. 4 Buchtitel, am 17. Mai 1927 bei FST Berlin, 18:30–19:00 Uhr, weitere Folgen dienstags (in unregelmäßigem Wechsel mit Karlernst Knatz) bis zum 13. November 1928
- Einleitende Worte zu der Sendung Hans Alfred Kihn, am 4. August 1927 bei FST Berlin, 20:30–21:15 Uhr, zeitgleich ausgestrahlt von Deutsche Welle GmbH (D.W.)
- Frank Thieß. Vortrag und Leseproben. am 23. April 1928 bei FST Berlin, 16:30–17:00 Uhr
- Klassiker der phantastischen Erzählung. 1. Folge der Reihe: Schöpfer seltsamer Geschichten. am 23. November 1928 bei FST Berlin, 16:00–16:30 Uhr, weitere Folgen: 30. November 1928, 12. Dezember 1928, 21. Dezember 1928
- 1. Folge der Reihe: Poesie der Großstadt. am 22. April 1929 bei FST Berlin, 16:00–16:30 Uhr, weitere Folge: 14. Mai 1929
- Feuilletonisten. Vortrag und Leseproben. 1. Folge der Reihe: Deutsche Zeitsatire des Tages. vom 25. April bei FST Berlin, 16:30–17:00 Uhr, weitere Folgen unter dem Reihentitel Deutsche Zeitsatiriker des Tages: 30. April 1929, 7. Mai 1929
- 1. Folge der Reihe: Deutsche Meisterkomödien. 8. Juli 1929, D.W., 18:00–18:30 Uhr, weitere Folgen: 15. Juli 1929, 22. Juli 1929, 29. Juli 1929
- Apostasia. Phantastische Novelle. 29. August 1929, FST Berlin, 16:30–17:00 Uhr
- Dichter und Dichtung des Herbstes. 17. Oktober 1929, FST Berlin, 15:45–16:05 Uhr
- Weihnachtsbräuche in aller Welt. 19. Dezember 1929, FST Berlin, 15:40–16:05 Uhr
- Winterspiele in alter und neuer Zeit. 20. Januar 1930, FST Berlin, 15:40–16:05 Uhr
- Proben aus der ungarischen Literatur. Eine Folge der Reihe: Unterhaltende Stunde. 12; 8. März 1930, D.W., 18:20–18:40 Uhr
- Sarmatenweisen. 28. März 1930, D.W., 15:40–16:00 Uhr
- Der unbekannte Dickens. 14; 1. Juni 1930, D.W., 19:30–19:55 Uhr
- 1. Folge der Reihe: Der moderne englische Roman und seine Gegenwartsbedeutung. 11. August 1930, D.W., 18:55–19:20 Uhr, weitere Folge: 15. August 1930
- Zeitwandlungen des Kavalierbegriffs. 17. Oktober 1930, FST Berlin, 15:20–15:40 Uhr
- Bücher für die Frau. Eine Folge der Reihe: Bücherstunde. 12. Dezember 1930, D.W., 17:30–17:55 Uhr, weitere Folgen: 16. Mai 1931, 14. Juli 1932
- Giovanni Boccaccio. Zur Wiederkehr des 555. Todestages des Dichters am 21.12. 18. 20. Dezember 1930, FST Berlin, 16:05–16:30 Uhr
- Adelbert von Chamisso zum 150. Geburtstag. 19. 30. Januar 1931, D.W., 17:30–17:55 Uhr
- Vortrag. Beitrag in: Friedrich von Matthisson. Zum 100jährigen Todestag des Dichters (mit Musik). 20. 11. März 1931, FST Berlin, 16:10–16:40 Uhr Zeitgleich ausgestrahlt von D.W.
- Novellen und Erzählungen. Eine Folge der Reihe: Bücherstunde. 9 Buchtitel, 7. April 1931, FST Berlin, 18:10–18:40 Uhr
- Einführung. Beitrag in: Zum 60. Geburtstag Christian Morgensterns (mit Musik). 5. Mai 1931, D.W., 19:55–20:30 Uhr
- Geschichte eines Gefesselten. Eine Erzählung von Anthos. 6. Juni 1931, FST Berlin, 19:35–20:00 Uhr
- Frauen der Renaissance. 26. Juni 1931, FST Berlin, 15:20–15:40 Uhr
- Romane der neuen Generation. 2. September 1931, D.W., 18:00–18:25 Uhr
- Die Angst vor dem Leben. 9. September 1931, FST Berlin, 15:20–15:40 Uhr
- Das lebende Wasser. Erzählung von Anthos. 10. Oktober 1931, FST Berlin, 18:05–18:30 Uhr
- Lebensbejahung. 2. November 1931, FST Berlin, 15:40–16:05 Uhr
- Daseinskampf und Lebenswille. 22. Dezember 1931, FST Berlin, 15:20–15:40 Uhr
- 2. Folge der Reihe: Das Unheimliche in der Weltliteratur. 28. Dezember 1931, D.W., 19:30–19:55 Uhr, weitere Folgen: 20. Januar 1932
- Die moderne Frau im Roman. 23. März 1932, FST Berlin, 15:20–15:40 Uhr
- Anthos liest eigene Prosa. 11. Juni 1932, FST Berlin, 19:45–20:00 Uhr
- Anthos liest eigene Prosa. 5. September 1932, FST Berlin, 19:10–19:30 Uhr
- Frauen- und Völkerschicksale. 19. September 1932, FST Berlin, 15:20–15:40 Uhr, bereits angekündigt für den 8. Juni 1932
- Frauen unterwegs. 15. November 1932, FST Berlin, 15:20–15:40 Uhr
- Wölfe in der Weihnachtsnacht. 21. Dezember 1932, FST Berlin, 16:15–16:30 Uhr